# 阿部正定
阿部正定（日语：／ Abe Masasada，1825年11月28日—1848年9月22日），日本江户时代大名。陆奥国白河藩第5代藩主。忠秋系阿部家13代。
文政6年（1823年）出生，白河藩阿部家分家、3000石旗本阿部正藏长男。嘉永元年（1848年）5月10日，前任藩主正备隐居，作为养子继承了家督，之后于同年10月20日去世。享年26岁。
其后养子正耆继承家业。